# وبستر (ماساچوست)
وبستر، ماساچوست
وبستر (به انگلیسی: Webster) شهرکی در شهرستان ورچستر ایالت ماساچوست می‌باشد که در سال ۱۸۳۲ بنیان‌گذاری شده‌است. این شهرک در سرشماری سال ۲۰۱۰ میلادی، ۱۶٬۷۶۷ نفر جمعیت داشته‌است.